# Тяновка

Тяновка — река в России, протекает в Моршанском районе Тамбовской области. Левый приток реки Разазовка.

## География
Река берёт начало в деревне Безобразовка. Течёт на северо-восток по открытой местности. Устье реки находится в 3,3 км по левому берегу реки Разазовка. Длина реки составляет 20 км. В 5 км от устья, по левому берегу реки впадает река Островка.

## Данные водного реестра
По данным государственного водного реестра России относится к Окскому бассейновому округу, водохозяйственный участок реки — Цна от города Тамбов и до устья, речной подбассейн реки — Мокша. Речной бассейн реки — Ока.
По данным геоинформационной системы водохозяйственного районирования территории РФ, подготовленной Федеральным агентством водных ресурсов:
- Код водного объекта в государственном водном реестре — 09010200312110000029478
- Код по гидрологической изученности (ГИ) — 110002947
- Код бассейна — 09.01.02.003
- Номер тома по ГИ — 10
- Выпуск по ГИ — 0